# Limbdi (Staat)
Limbdi (Limri) war ein Fürstenstaat Britisch-Indiens im Nordosten der Halbinsel Kathiawar im heutigen Bundesstaat Gujarat. Seine Hauptstadt war der Ort Limbdi. Das Fürstentum wurde von dem Jhala-Rajputen Raj Sahib Manguji, einem Sohn Raj Sahib Harpal Dev von Halvad (Dhrangadhra), um 1500 gegründet. Limbdi war 1807–1947 britisches Protektorat. Es hatte 1921 eine Fläche von 888 km² und 35.000 Einwohner.
Am 15. August 1947 wurde Limbdi Mitglied des Staatenbundes Saurashtra und am 15. Februar 1948 vollzog es den Anschluss an Indien. Am 1. November 1956 wurden alle Fürstenstaaten aufgelöst und dem Bundesstaat Bombay einverleibt. Durch die Teilung von Bombay am 1. Mai 1960 kam Limbdi zu Gujarat.